# آیمار آلتوسار
آیمار آلتوسار (استونیایی: Aimar Altosaar؛ زادهٔ ۲۷ مارس ۱۹۵۹) جامعه‌شناس، سیاستمدار و نماینده سابق اهل استونی است.